# 勞爾·古蒂
何塞·勞爾·古鐵雷斯·帕雷霍（西班牙語：José Raúl Gutiérrez Parejo；1996年12月30日—），簡稱勞爾·古蒂（西班牙語：Raúl Guti），西班牙足球運動員，司職前腰，現效力於西乙球隊皇家薩拉戈薩。

## 俱樂部生涯
2020年9月20日，古蒂與新晉升為西甲球隊的埃爾切簽訂了為期五年的合約。
2021年1月11日，古蒂在主場1-3負於對手赫塔費的比賽中踢進在埃爾切的首次進球。
2021年5月22日，西甲联赛第38轮埃爾切主场對上畢爾包2-0勝利，古蒂首发出场，第73分钟踢進致勝一球，是球隊的保級功臣之一。

## 外部連結
- Soccerway資料庫：勞爾·古蒂